# AP2M1
AP2M1‏ (Adaptor related protein complex 2 subunit mu 1) هوَ بروتين يُشَفر بواسطة جين AP2M1 في الإنسان.